# Norwegian Air Norway
Norwegian Air Norway AS est une compagnie aérienne norvégienne filiale de Norwegian. Créée le 17 juin 2013, elle réalise des liaisons régulières au départ de l'aéroport d'Oslo-Gardermoen. Tous les aéronefs sont immatriculés en Norvège.

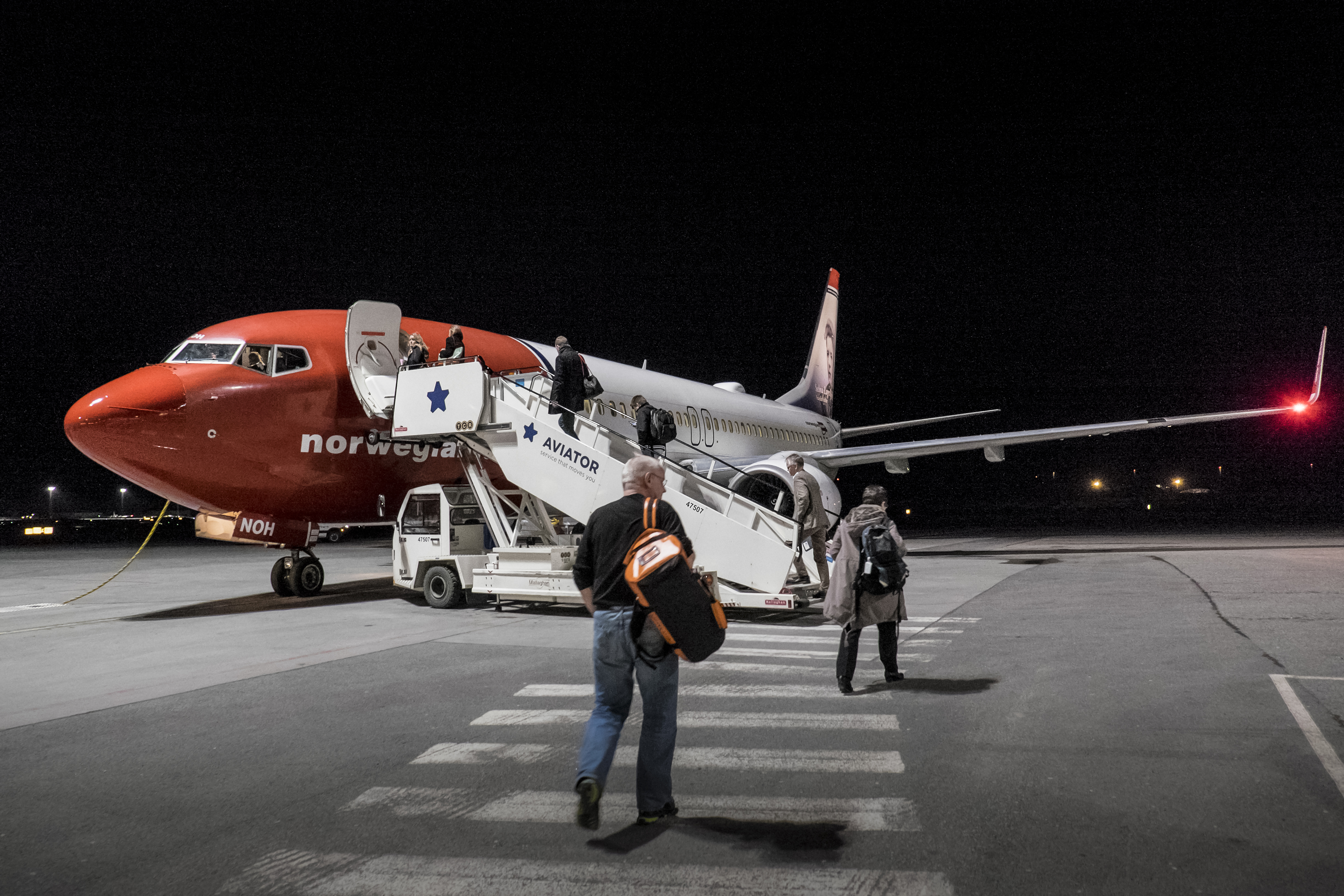
Norwegian Boeing 737-800 på Gardemoens flyplass Oslo, Norge